# Doliće (Sjenica)
Doliće (Servisch cyrillisch Долиће) is een plaats in de Servische gemeente Sjenica. De plaats telt 322 inwoners (2002).